# Chiesa di San Giovanni Vincenzo
La chiesa di San Giovanni Vincenzo è la parrocchiale di Sant'Ambrogio di Torino in Val di Susa, in città metropolitana di Torino e diocesi di Susa; fa parte della vicaria di Sant'Antonino.

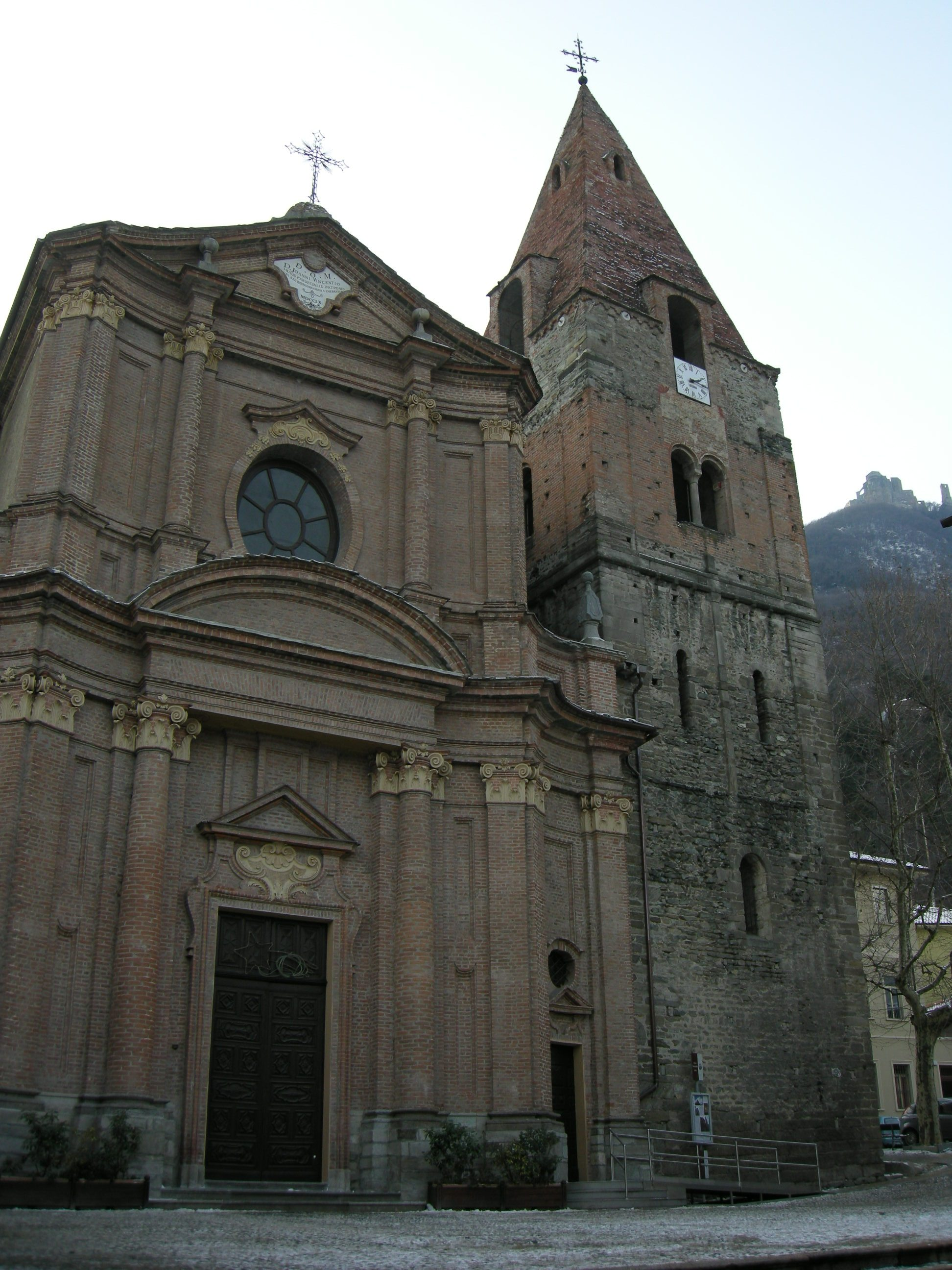
Chiesa di San Giovanni Vincenzo con sfondo della Sacra di San Michele

## Storia e descrizione
La chiesa fu costruita tra il 1759 ed il 1763 dall'architetto Bernardo Vittone sul lato sinistro della torre campanaria di Sant'Ambrogio, campanile romanico (XI secolo) alto 37 metri, con ingresso in direzione nord, rispetto alla precedente chiesa romanica del XIII secolo, che si trovava sul lato destro del campanile ed era orientata con ingresso in direzione ovest ed abside in direzione est, come da tradizione delle chiese antiche..
Sotto l'altar maggiore della chiesa, in un'urna visibile sul lato anteriore, sono custodite le spoglie di san Giovanni Vincenzo, fondatore della Sacra di San Michele, morto a Celle, oggi borgata del comune di Caprie il 12 gennaio dell'anno 1000, che la comunità di Sant'Ambrogio di Torino custodisce dall'anno 1150.
Dall'inizio del XIX° secolo la Parrocchia di San Giovanni Vincenzo è anche responsabile della custodia del Breviario di San Michele della Chiusa, che per secoli è stato utilizzato come testo ufficiale per le preghiere quotidiane dei monaci della Sacra di San Michele.

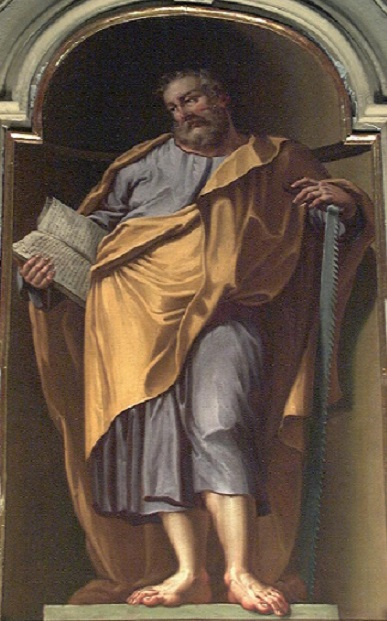
Simone (Apostolo), olio su tela, cm. 200 x 100, (1773) Chiesa di San Giovanni Vincenzo

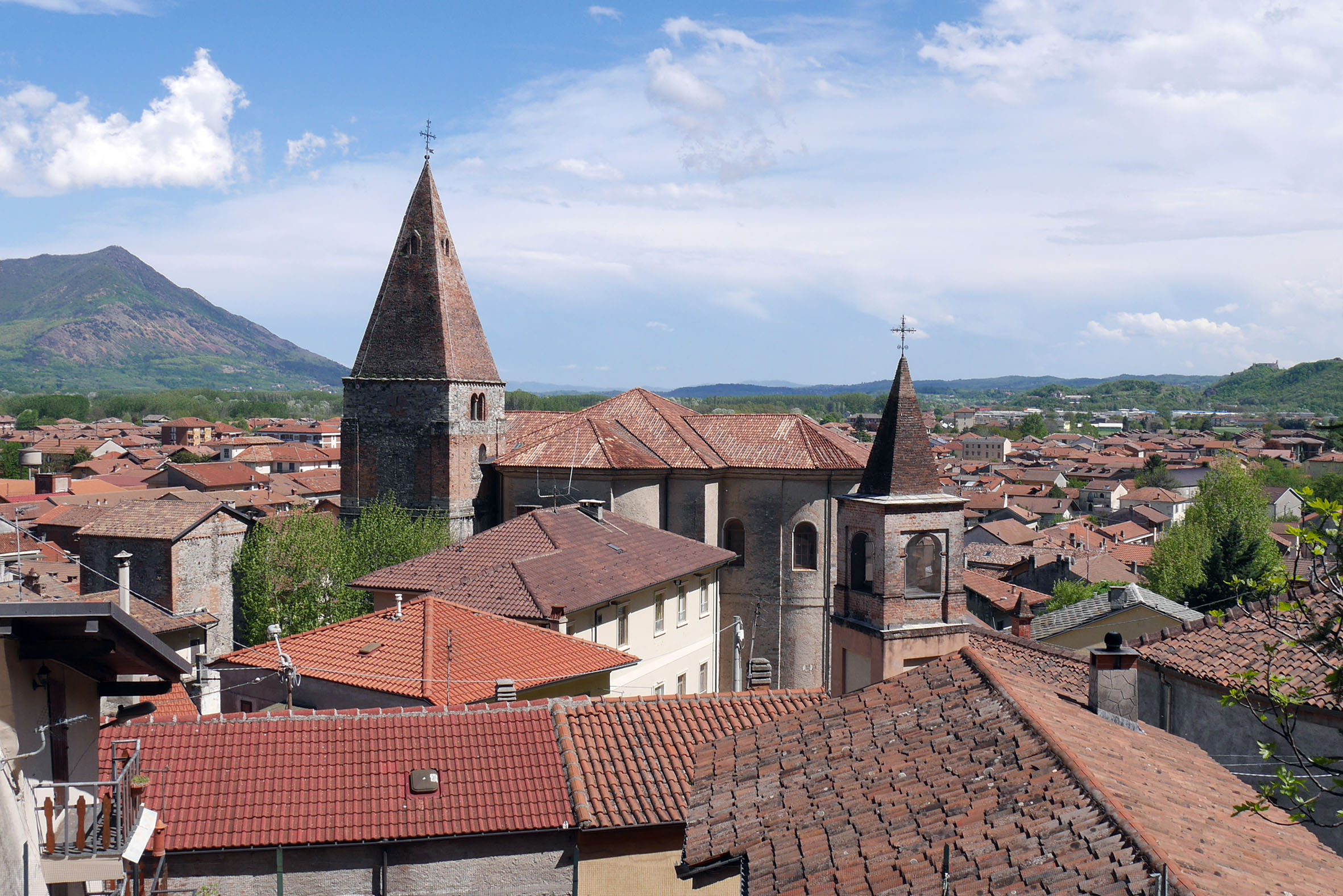
Chiesa di San Giovanni Vincenzo vista dal Palazzo Abbaziale di Sant'Ambrogio (vista sud-ovest)

Vetrata dietro l'altare maggiore della Chiesa di San Giovanni Vincenzo rappresentante la traslazione di San Giovanni a Sant'Ambrogio di Torino.

Nell'anno 2013 è stato celebrato il 250º anniversario dell'intitolazione della chiesa, con una mostra sui 250 anni di storia della chiesa di San Giovanni Vincenzo e sugli ultimi due secoli e mezzo della Comunità di Sant'Ambrogio di Torino.

## Iconografia
Nella chiesa è presente una significativa iconografia:
- La Vergine con il Bambino ed i santi, pala d'altare dell'antica parrocchiale romanica, Scuola Vercellese del 1500
- La Morte di san Giuseppe, grande pala di anonimo piemontese (XVIII secolo). Risulta già situata nella precedente chiesa nel 1744.

- La Vergine con il Bambino ed i santi Ambrogio e Giovanni Vincenzo, pala d'altare maggiore di Michele Antonio Milocco (1768)
- Dodici apostoli, Salvator Mundi, Mater Dei, quadri di Agostino Verani (1773-1775)
- la Madonna del Rosario, grande pala di Giovanni Domenico Molinari (1782)[4]
- la Via Crucis di Vittorio Amedeo Rapos (1783)[5]
- affreschi della volta di Luigi Morgari (anno 1900)
- vetrata di San Giovanni Vincenzo (1911)

All'inaugurazione della Chiesa nel 1763 le decorazioni furono limitate all'essenziale date le imponenti spese che la comunità aveva sostenuto per la costruzione di questo nuovo grande edificio, ed anche per i quadri furono riutilizzati quelli disponibili dell'antica parrocchiale. Alcuni di loro sono ancora presenti attualmente come la pala dell'altare di destra "Morte di San Giuseppe" (già citata in un inventario del 1744), ed alcuni grandi quadri esposti nella sacrestia insieme alla pala d'altare dell'antica chiesa: "Vergine con il Bambino ed i santi", della Scuola Vercellese del 1500.
La prima completa decorazione della chiesa risale all'anno 1833 quando il Comune e la Parrocchia assegnarono ai pittori Busso e Martelli di Torino, l'incarico di dipingere la chiesa di diverse tonalità di grigio, lilla e bianco, con fregi e decorazioni che la prima originaria pittura non aveva prodotto, probabilmente per gli ingenti costi del progetto, della costruzione e dei quadri, una scelta di qualità che ancora oggi è possibile apprezzare.
In vista dell'anno 1900 fu fatta decorare dal prevosto Stefano Croce in occasione del 9º centenario della morte di san Giovanni Vincenzo.
In occasione dei festeggiamenti del grande giubileo dell'anno 2000 e del millenario della morte di san Giovanni Vincenzo, gli affreschi e tutta la decorazione delle pareti, sono stati rinnovati dai restauratori Lussiana di Giaveno, sotto la guida della Soprintendenza ai beni architettonici di Torino. In questa occasione anche tutti i quadri della Via Crucis, dell'Apostolato e le pale d'altare sono state restaurate. Sono stati anche riportati alla luce i fregi della precedente decorazione settecentesca che sono visibili sui lari dei due altari laterali e sulla tribuna dell'organo.
Quest'ultima opera fa parte del grande progetto di restauro della chiesa, voluto dal prevosto Romeo Zuppa e durato vent'anni dal 1980 al 2000, che ha riportato questo gioiello dell'arte barocca piemontese al suo antico splendore.

## Tribuna dell'organo
L'organo a canne situato sulla tribuna sopra le porte d'ingresso della chiesa, è stato costruito dalla famiglia organara piemontese Concone ed è risalente alla metà del '700. Originariamente realizzato nel 1755 da Giovanni Battista e Francesco Maria Concone presso la chiesa di San Francesco in Chieri, fu acquistato dalla comunità di Sant'Ambrogio, trasferito e collocato sulla tribuna della chiesa di San Giovanni Vincenzo nel 1804 da Gioachino Concone, come risulta dal contratto firmato con l'organaro Concone, dal parroco e dal sindaco (allora maire poiché sotto la dominazione francese).
Nel 1900, in occasione dei festeggiamenti per il 9º centenario della morte di San Giovanni Vincenzo, fu praticamente ricostruito dall'organaro bergamasco Carlo Pera, che mantenne dell'originario strumento soltanto le canne di facciata.
Lo strumento continuò ad essere utilizzato per l'accompagnamento liturgico fino a metà degli anni sessanta e necessitando di un imponente restauro rimase inutilizzato per un ventennio, fino alla metà degli anni ottanta, quando iniziò un imponente restauro sotto la guida di Luciano Fornero con l'organaro Mario Marzi e gli artigiani Antonio Marcon, Arturo Cuatto, Elio Carello e Salvatore Russo, che restaurarono lo strumento pur mantenendo le modifiche tecniche e la configurazione fonica primo-novecentesca di Carlo Pera. Lo strumento venne inaugurato con un importante concerto del maestro Luciano Fornero il 30 aprile 1988.
Da questa data lo strumento è tornato ad essere regolarmente utilizzato per l'accompagnamento liturgico e per numerosi concerti. È parte della rassegna Organalia Ekklesia della Provincia di Torino (mese di giugno anni pari) e della rassegna I Luoghi dello Spirito della Provincia di Torino (mese di giugno anni dispari).
Nel 2013 e nel 2018 due eventi hanno celebrato rispettivamente il 25º ed il 30º anniversario della rinascita di questo prezioso strumento.

## Sacerdoti titolari della chiesa

Stemma di prevosto non mitrato

Il prevosto Stefano Croce (1853-1938) nella sua ultima foto scattata nel 1938

I sacerdoti titolari della chiesa di San Giovanni Vincenzo assumono il titolo di prevosto.
Elenco dei prevosti dal 1580 (inizio di indipendenza della parrocchia dalla sacra di San Michele) al 1742 che hanno retto la precedente chiesa romanica di San Giovanni Vincenzo sostituita nel 1763 dall'edificio barocco.	
- 1580-1583	Andrea Himeneo
- 1584-1590	Giovanetto Reviglio
- 1590-1594	Domenico Battello
- 1594-1608	Giovanni Amedeo Marchesino
- 1608-1625	Cristoforo Vecco
- 1625-1658	Antonio Gabiano
- 1659-1705	Bartolomeo Rivo
- 1705-1725	Giuseppe Antonio Rivo
- 1725-1742	Giò Michele Serasio

Di seguito l'elenco dei prevosti della chiesa di San Giovanni Vincenzo che si sono succeduti dalla edificazione dell'attuale chiesa barocca del 1763:
- 1742-1772: Antonio Giuseppe Rivo
- 1772-1778: Carlo Michele Righini
- 1778-1781: Luigi Rosmarin (Amministratore)
- 1781-1797: Giovanni Maria Caviglione
- 1798-1822: Giuseppe Bertolo
- 1822-1837: Giovanni Lantelme
- 1837-1880: G.B.Michele Morelli
- 1881-1938: Stefano Croce
- 1939-1972: Emilio Rossero
- 1972-ad oggi: Romeo Zuppa

È da notare come negli ultimi 200 anni (1822-2022) si siano succeduti soltanto cinque prevosti, con periodi medi di oltre quarant'anni nella reggenza della parrocchia, e con il più lungo periodo di 57 anni (1881-1938) del prevosto Mons.Stefano Croce.

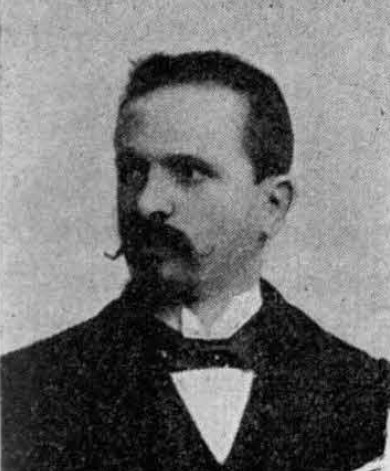
Luigi Morgari (1857-1935) in una immagine del 1901 ai tempi del lavoro nella Chiesa di San Giovanni Vincenzo